# Bahnhof Drayton Park

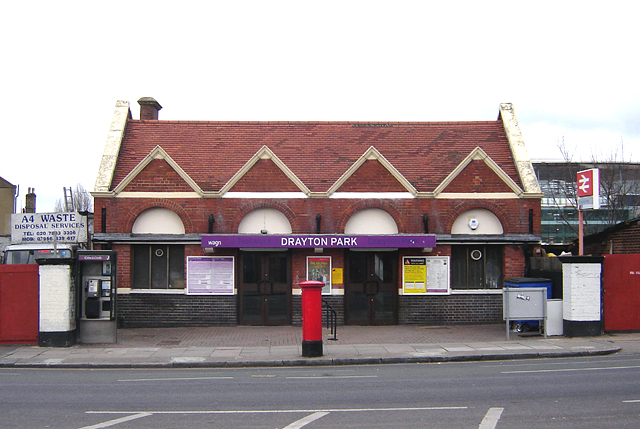
Bahnhof Drayton Park

Drayton Park ist ein Bahnhof im Londoner Stadtteil Islington, der zum Stadtbezirk London Borough of Islington gehört. Er liegt an der Northern City Line in der Travelcard-Tarifzone 2, an der Drayton Park Road. Es verkehren Vorortszüge von First Capital Connect. Wie alle Bahnhöfe an der Northern City Line ist auch Drayton Park an Wochenenden geschlossen. Im Jahr 2013 nutzten 0,553 Millionen Fahrgäste den Bahnhof. In unmittelbarer Nähe befindet sich das Emirates Stadium.

## Geschichte
Eröffnet wurde der Bahnhof am 14. Februar 1904 durch die Great Northern & City Railway (GN&CR), an der Verbindung zwischen Finsbury Park und Moorgate. Mit Ausnahme des Bahnhofs Drayton Park und eines ehemaligen Depots, die in einem tiefen Einschnitt liegen, war die Strecke unterirdisch. Über die neue Strecke sollten Schnell- und Vorortszüge der Great Northern Railway auf direktem Weg in die City of London fahren, weshalb das Lichtraumprofil der Tunnelröhre bedeutend breiter war als bei den U-Bahnen. Von 1913 bis 1933 war die Strecke Teil der Metropolitan Line, nach der Verstaatlichung eine unabhängig betriebene Zweigstrecke der Northern Line.
Obwohl die Victoria Line nicht in Drayton Park hält, hatte der Bau der neuen U-Bahn-Linie große Auswirkungen auf den Betrieb des Bahnhofs. Der Tunnelabschnitt nördlich von Drayton Park wurde am 3. Oktober 1964 geschlossen, um den Bau der neuen U-Bahn-Station Finsbury Park zu ermöglichen. Elf Jahre lang war Drayton Park die nördliche Endstation der Northern City Line. Am 4. Oktober 1975 wurde die gesamte Strecke vorübergehend stillgelegt und an die staatliche Eisenbahngesellschaft British Rail übertragen. Am 8. August 1976 erfolgte die Wiedereröffnung des Bahnhofs Drayton Park, genau drei Monate später auch der gesamten Strecke zwischen Finsbury Park und Moorgate. Nach der Privatisierung von British Rail im Jahr 1994 übernahm WAGN den Betrieb, seit dem 1. April 2006 ist First Capital Connect dafür verantwortlich.